# حجره زرقاء
حجره زرقاء (به عربی: الحجرة الزرقاء) یک شهرداری در الجزایر است که در استان بویره واقع شده‌است. حجره زرقاء ۳٬۲۱۶ نفر جمعیت دارد.